# Chris Christie

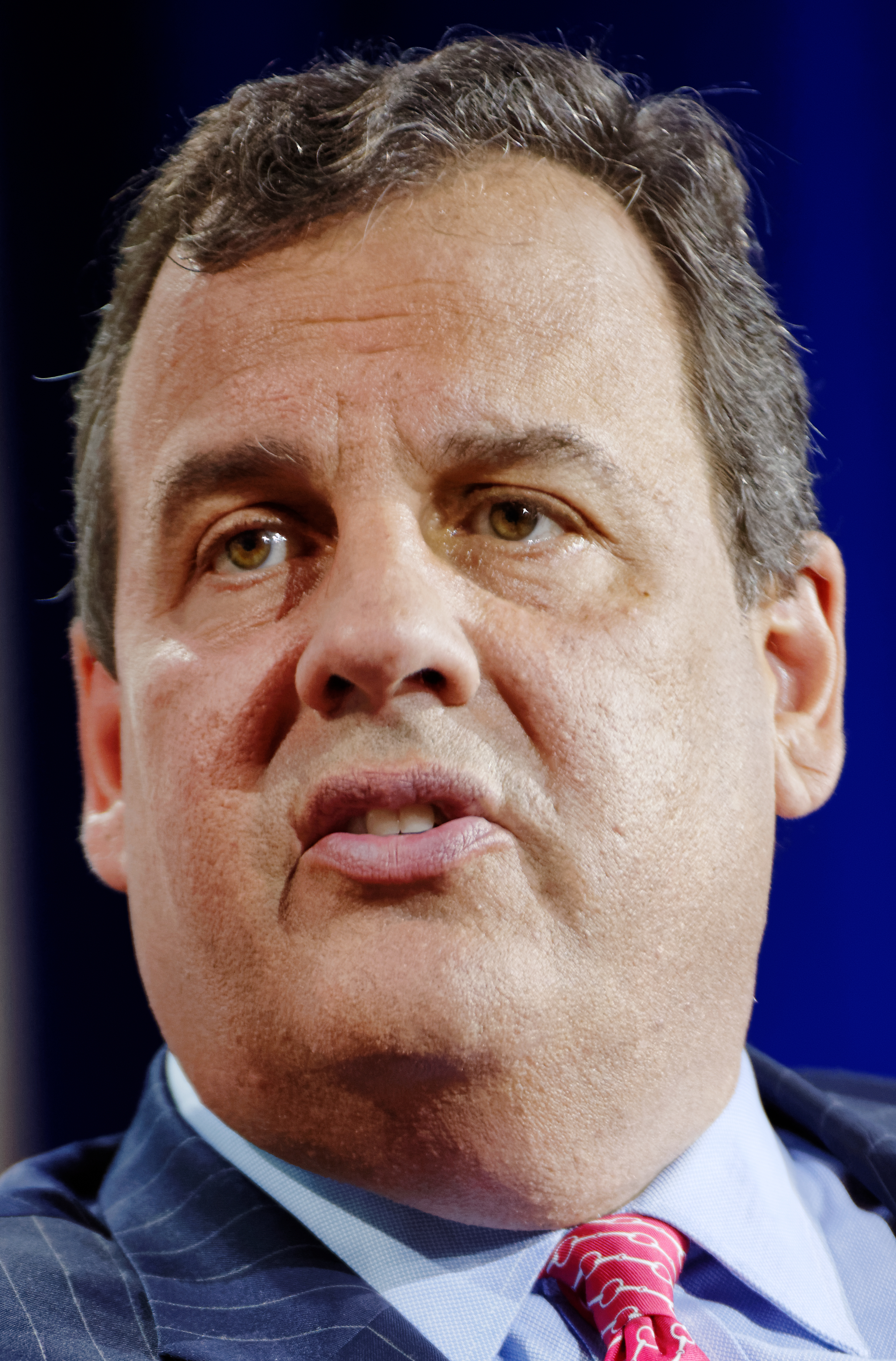
Chris Christie (2015)

Christopher James „Chris“ Christie (* 6. September 1962 in Newark, New Jersey) ist ein US-amerikanischer Politiker der Republikanischen Partei. Er war von 2010 bis 2018 Gouverneur von New Jersey. Christie gilt innerhalb seiner Partei als gemäßigter Konservativer, der einen pragmatischen Kurs verfolgt.
Er bewarb sich für die US-Präsidentschaftswahlen 2016 und 2024, konnte sich jedoch in den parteiinternen Vorwahlen nicht durchsetzen.

## Werdegang
Als Sohn von Sondra A. (geborene Grasso; 1932–2003) und Wilbur James „Bill“ Christie (* 1933) hat Chris Christie britische und italienische Vorfahren. Er wuchs in der Kleinstadt Livingston (New Jersey) auf, wo er auch die High School absolvierte. Er zog als junger Mann nach Delaware, studierte Politikwissenschaft an der University of Delaware und erhielt 1984 einen Bachelor of Arts. 1987 erwarb er ein Berufsdoktorat (Juris Doctor) an der Seton Hall University in seiner Geburtsstadt Newark. Christie arbeitete ab 1987 in einer Anwaltskanzlei in Cranford (New Jersey) und wechselte 1994 ins Grundbuchamt von Morris County. 1997 wurde er zum Chef des Amtes gewählt.

### Staatsanwalt
2001 erfolgte Christies Ernennung zum Bundesstaatsanwalt für den Bezirk New Jersey als Nachfolger von Robert J. Cleary; er trat das Amt im Januar 2002 an. Er galt in New Jersey als erfolgreicher Staatsanwalt, weil er hart gegen Bandenkriminalität und Kinderpornografie im Internet auftrat. 2007 verhinderten Ermittlungen seiner Behörde einen geplanten islamistischen Terroranschlag auf die Militärbasis Fort Dix. Im Dezember 2008 schied Christie aus seinem Amt aus.

### Gouverneur von New Jersey
2009 bewarb sich Christie als Kandidat der Republikaner um das Amt des Gouverneurs von New Jersey. Am 3. November 2009 wurde er mit 48,5 zu 44,9 Prozent der Wählerstimmen gegen den demokratischen Amtsinhaber Jon Corzine gewählt. Die Vereidigung zum Gouverneur fand am 19. Januar 2010 statt. Gleichzeitig wurde erstmals in der Geschichte des Bundesstaates New Jersey das Amt des Vizegouverneurs eingeführt, das es dort zuvor nur in der Kolonialzeit gegeben hatte. Erste Vizegouverneurin wurde Kim Guadagno.
2010 versäumte New Jersey, Bundesmittel für Bildungshilfe rechtzeitig zu beantragen. Christie versuchte zunächst, der Regierung Obama die Schuld dafür anzulasten.
Angesichts eines nahenden Blizzards flog Christie im Dezember 2010 mit seiner Familie nach Disneyworld. Er kritisierte nach seiner Rückkehr die örtlichen Bürgermeister für deren Umgang mit der Wetterkatastrophe.
Im Mai 2011 ließ sich Christie im staatseigenen Helikopter zum Baseballspiel seines Sohnes fliegen und weigerte sich zunächst, die Kosten für die Flüge zu erstatten.
Für die Gouverneurswahl 2013 stellte sich Christie zur Wiederwahl. Die Vorwahl der Republikaner gewann er mit 91 Prozent der Stimmen. Am Wahltag, dem 5. November 2013, erhielt er mit 60,5 Prozent der Stimmen und seine demokratische Herausforderin Barbara Buono 38 Prozent. Sein Vorsprung betrug rund 460.000 Stimmen bei knapp über zwei Millionen abgegebenen Stimmen. Christie erhielt in 19 der 21 Countys eine Mehrheit. Seine Amtszeit lief bis zum 23. Januar 2018. Für die im November 2017 stattgefundene Gouverneurswahl war Christie ausgeschlossen, weil die Verfassung von New Jersey mehr als zwei Amtszeiten am Stück verbietet.

#### Bridgegate
Christies Ruf eines pragmatischen Machers, der sich über parteipolitische Grenzen hinwegsetzt, erlitt schweren Schaden, als im Januar 2014 bekannt wurde, dass sein Stab offenbar als politischen Racheakt gegen den Bürgermeister von Fort Lee die dortigen Zufahrten zur George Washington Bridge, über die täglich mehr als 300.000 Autos fahren, unter dem Vorwand einer Verkehrsstudie im September 2013 für fünf Tage so drosseln ließ, dass ein riesiger Verkehrsstau entstand. Der Skandal wurde weithin als Bridgegate bekannt.
Der zurückgetretene ehemalige Mitarbeiter der Hafenbehörde David Wildstein, der für die absichtliche Teilsperrung der Brücke mitverantwortlich gemacht wurde und dies eingestand, behauptete im Januar 2014, Christie sei entgegen seiner Aussage vom Verkehrskollaps noch vor dessen Ende informiert gewesen. Das Büro des Gouverneurs wies diese Darstellung zurück und beharrte darauf, Christie habe erst nach den Presseberichten davon erfahren. Nichtsdestotrotz sah ein Gericht im Bergen County Christie hinreichend verdächtig, sich im Zusammenhang mit der willkürlichen Fahrbahnsperrung eines Dienstvergehens schuldig gemacht zu haben und ordnete im Herbst 2016 eine Untersuchung darüber an. Wenige Wochen zuvor hatte vor dem Bundesgericht in Newark (New Jersey) bereits ein Prozess gegen die drei mutmaßlichen Hauptverantwortlichen der Intrige, unter ihnen auch Christies ehemalige Stabschefin, begonnen, was als mitursächlich für die kurz darauf gescheiterte Vizepräsidentschaft Christies unter Donald Trump angesehen wurde.

### Präsidentschaftskandidatur 2016

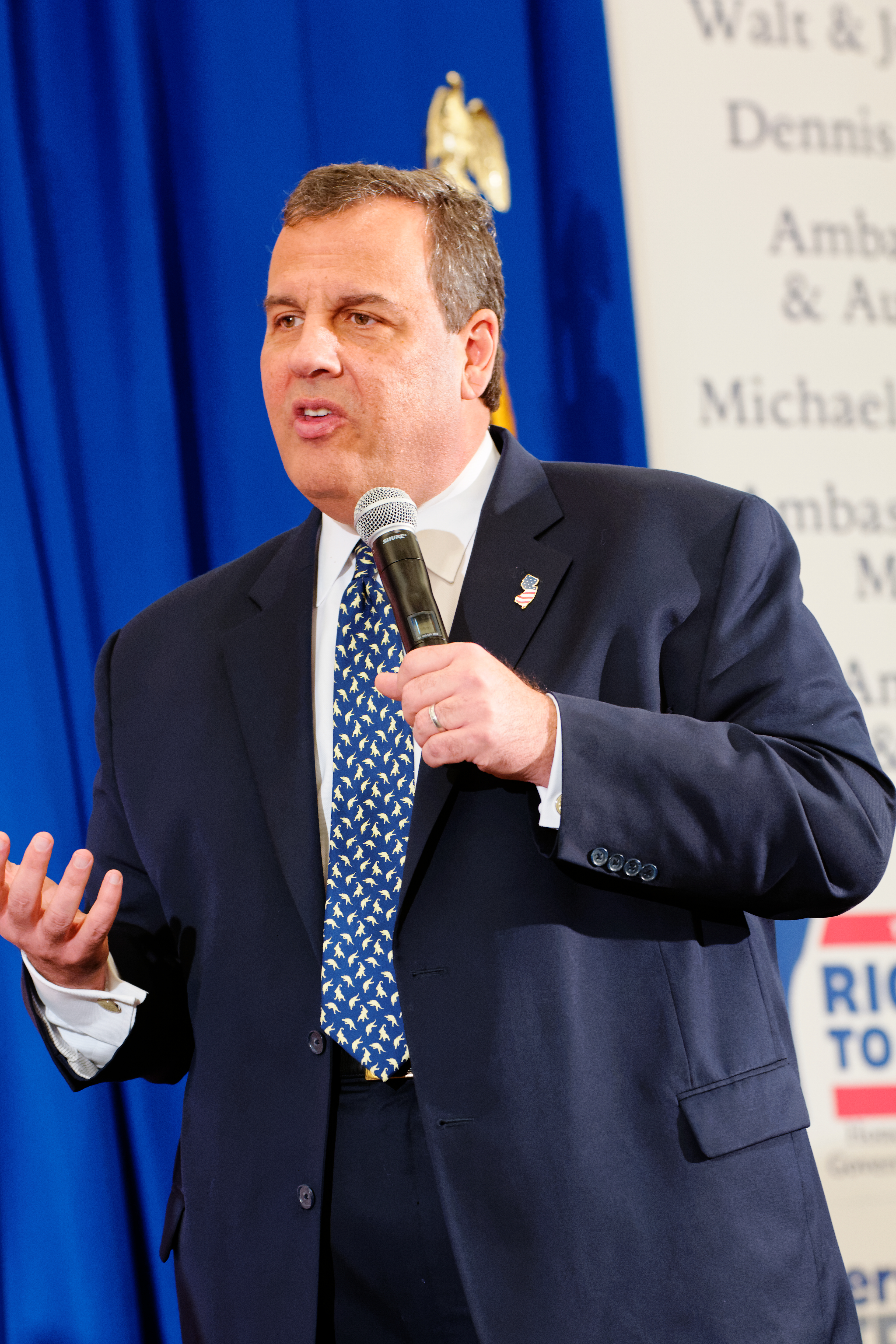
Christie bei einer Wahlkampfveranstaltung 2015

Ende Juni 2015 gab Christie bekannt, dass er sich für die Republikaner bei den Wahlen 2016 um die amerikanische Präsidentschaft bewarb. Damit war er der 14. Kandidat, der sich offiziell um die Nominierung bei den republikanischen Vorwahlen bewarb. Sein Wahlkampfslogan lautete „Telling it like it is“ („Es sagen, wie es ist“).
In New Hampshire, wo die republikanische Parteibasis traditionell eher als moderat gilt, gelang es Christie nicht, sich von den anderen Bewerbern des pragmatischen Parteiflügels abzusetzen, obwohl er seine Wahlkampfaktivitäten auf diesen Bundesstaat konzentrierte. So lag er deutlich hinter Jeb Bush (11 %) und seinem Gouverneurskollegen John Kasich aus Ohio (16 %), nachdem der politische Quereinsteiger Donald Trump diese Vorwahl klar gewonnen hatte. Christies schlechtes Abschneiden wurde in US-Medien als überraschend angesehen, nachdem ihm bei einer Fernsehdebatte wenige Tage zuvor öffentlich ein starkes Auftreten bescheinigt worden war. Dabei kritisierte er vor allem den Senator Marco Rubio aus Florida als zu unerfahren, der infolge von Christies scharfen Angriffen in Umfragen an Zustimmung verlor und in New Hampshire ebenfalls schwach abschnitt.
Christie zog nach schwachen Ergebnissen bei den beiden ersten Vorwahlen im Februar 2016 seine Kandidatur zurück.
Wenige Tage später sprach Christie als erster prominenter Politiker des sogenannten Partei-Establishments eine offizielle Wahlempfehlung (Endorsement) für Trump aus. Trump hatte zuvor die Vorwahlen in South Carolina und in Nevada gewonnen. In US-Medien wurde spekuliert, dass Christie, dessen Amtszeit als Gouverneur Anfang 2018 aufgrund einer Amtszeitbeschränkung endete, im Falle eines Wahlsieges von Trump dessen Regierung angehören könnte. So wurde z. B. der Posten des Justizministers genannt, zeitweise (bis zur Nominierung von Mike Pence) auch der des Vizepräsidenten.
Trump ernannte nach seinem Wahlsieg Christie zum Vorsitzenden des Transition Teams; einige Tage später revidierte er diese Entscheidung und ernannte stattdessen Pence.

### Präsidentschaftskandidatur 2024
Ende Mai 2023 berichtete die Nachrichtenwebsite Axios als erste darüber, Christie strebe eine erneute Kandidatur für das Amt des Präsidenten an. Die offizielle Ankündigung erfolgte am 6. Juni 2023 während einer Townhall in Manchester, New Hampshire.
Christie war unter den wenigen prominenten Republikanern, die nach der Anklage gegen Donald Trump wegen des Umgangs mit offiziellen Unterlagen im Juni 2023 offen gegen Trump Stellung bezogen.
Anfang Dezember 2023 waren noch folgende Kandidaten im Rennen um die Präsidentschaftskandidatur: Trump, Ron DeSantis, Vivek Ramaswamy, Nikki Haley, Asa Hutchinson und Christie. Am 10. Januar 2024 stieg Christie aus den Vorwahlen der Republikaner aus. Ihm sei eigenen Angaben zufolge klar geworden, dass er die Vorwahlen nicht gewinnen werde. Umfragen hatten gezeigt, dass für Christie weniger als 10 % stimmen würden. Christie erklärte mit seinem Ausstieg aus der Kandidatur dazu beizutragen zu wollen, dass andere republikanische Bewerber eine größere Chance gegen Trump in den Vorwahlen hätten.

## Politische Positionen

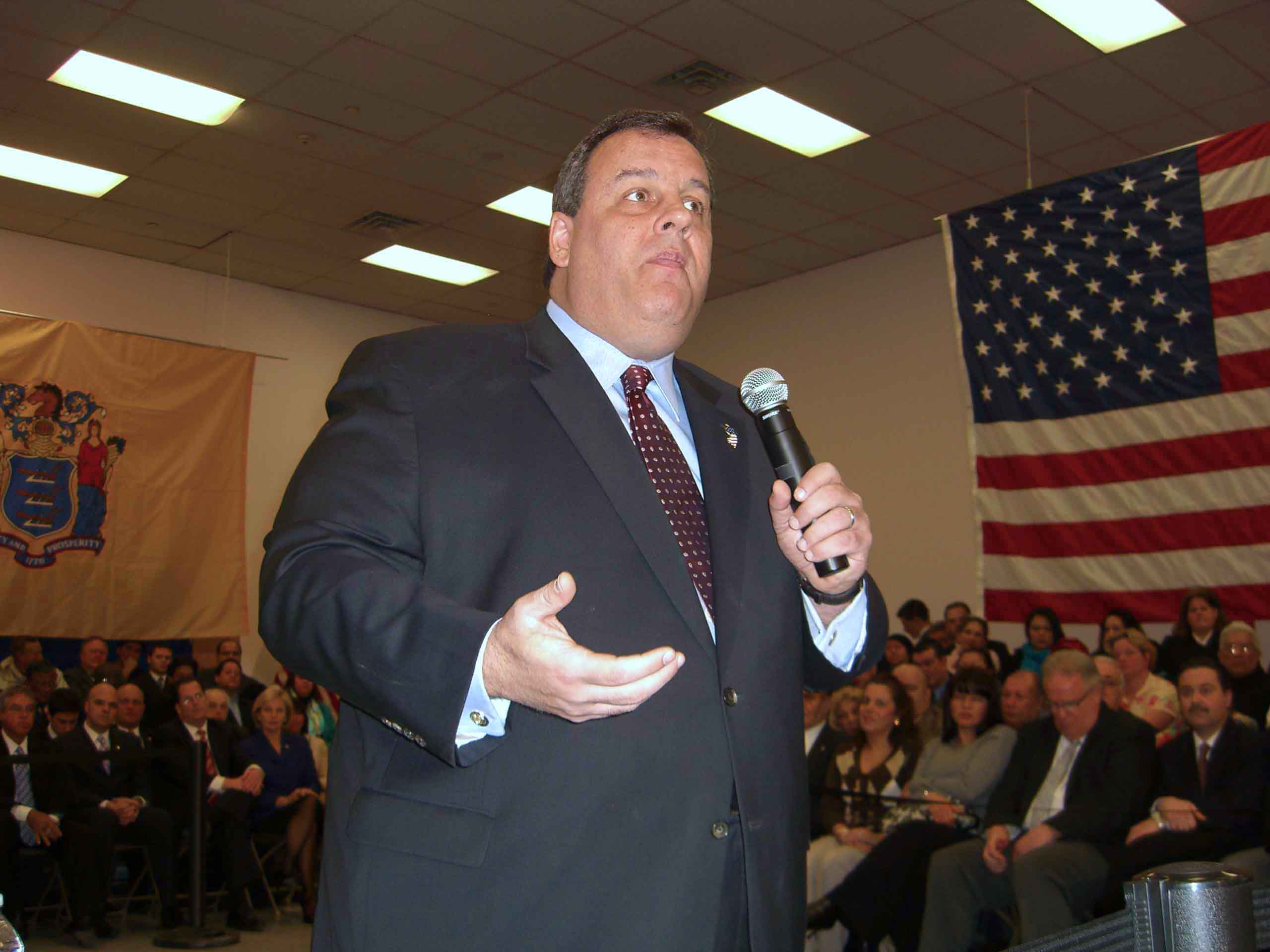
Christie bei einem öffentlichen Auftritt 2011

Christie hat innerhalb der Republikanischen Partei moderate Positionen vertreten. So ist er etwa für ein strengeres Waffenrecht und einen toleranten Umgang mit Homosexuellen und illegalen Einwanderern. Von prominenten Mitgliedern seiner Partei, u. a. Henry Kissinger und Nancy Reagan, wurde Christie aufgrund seiner Beliebtheit in der Bevölkerung als Kandidat für die Wahl des US-amerikanischen Vizepräsidenten 2012 ins Gespräch gebracht. Angesichts des Umstandes, dass die Republikaner damals überwiegend kompromisslos rechtskonservative Positionen bezogen und eng mit der rechten Tea-Party-Bewegung verbunden waren, erschien eine Kandidatur aber aussichtslos.
Christie hielt bei der Republican National Convention 2012 in Tampa (Florida) dennoch die Hauptrede. Politische Beobachter bemerkten, Christie habe eher sich selbst und seine Politik als den nominierten Präsidentschaftskandidaten Mitt Romney ins Zentrum seiner Rede gerückt.
Während Christie in den Monaten vor der Präsidentschaftswahl 2012 den demokratischen Amtsinhaber Barack Obama noch kritisiert hatte, änderte er seine Meinung nach den verheerenden Schäden durch den Hurrikan Sandy in New Jersey radikal. Er lobte Präsident Obama nur fünf Tage vor der Wahl wiederholt für sein gutes Krisenmanagement: „Ich danke dem Präsidenten persönlich für seinen Einsatz. Die Kooperation mit ihm war herausragend, dafür gebührt ihm große Anerkennung.“ An Romney, der seinen Wahlkampf ungeachtet der Katastrophe faktisch fortgeführt hatte, ließ Christie in diesem Zusammenhang hingegen kaum ein gutes Haar, obwohl die Wahl unmittelbar bevorstand.
Obama gewann die Wahl im November 2012. Vor Silvester kam es zu einem langen Tauziehen zwischen Demokraten und Republikanern um Steuererhöhungen („Fiskalklippe“), was zu einer zunehmenden Kompromisslosigkeit innerhalb des Kongresses führte. Nachdem der Republikaner John Boehner (als Sprecher des US-Repräsentantenhauses) aus taktischen Gründen eine Abstimmung über die Bewilligung von 60 Milliarden US-Dollar Hilfsgelder für Opfer des Hurrikan Sandy (und damit die Auszahlung der Mittel) verhindert hatte, kritisierte Christie die republikanischen Abgeordneten, seine Parteifreunde, äußerst scharf und nannte die Situation „enttäuschend und ekelhaft“: „Nur eine Seite trägt die Schuld am Leid dieser Menschen: Die (republikanische) Mehrheit im Repräsentantenhaus und ihr Sprecher, John Boehner… Wir helfen unschuldigen Opfern von Naturkatastrophen nicht als Republikaner oder Demokraten, sondern als Amerikaner. Oder vielmehr: Wir taten es — bis gestern Abend. Denn gestern Abend hat man die Parteipolitik dem Eid, den Bürgern zu dienen, vorgezogen. Für mich war das enttäuschend und ekelhaft anzusehen… Gestern Abend hat die Mehrheit im Repräsentantenhaus die einfachste Prüfung in Sachen Staatsführung nicht bestanden, und sie tat es in abgestumpfter Gleichgültigkeit gegenüber dem Leid der Menschen in meinem Bundesstaat.“

## Privates
Christie ist seit 1986 mit Mary Pat Christie verheiratet und Vater von vier Kindern, zwei Söhnen und zwei Töchtern. Er ist Katholik.
Aufgrund seines starken Übergewichtes ließ sich Christie Anfang 2013 ein Magenband einsetzen. Für seinen Mut, öffentlich darüber zu reden, wurde er unter anderen von John McCain gelobt. Viele Beobachter deuteten die Operation als Zeichen dafür, dass sich Christie auf eine Präsidentschaftskandidatur vorbereite.
Im Oktober 2020 wurde er positiv auf SARS-CoV-2 getestet und wurde bis zum 10. Oktober auf einer Intensivstation stationär im Morristown Medical Center behandelt. Als zusätzlicher Risikofaktor liegt bei Christie Asthma vor.
Nach sieben Tagen auf einer COVID-19-Intensivstation erklärte Christie im Oktober 2020 öffentlich, es sei ein Fehler gewesen, im Weißen Haus ohne Alltagsmaske zu arbeiten.